# Crise libano-saoudienne de 2017
 (avril 2019).
Si vous disposez d'ouvrages ou d'articles de référence ou si vous connaissez des sites web de qualité traitant du thème abordé ici, merci de compléter l'article en donnant les références utiles à sa vérifiabilité et en les liant à la section « Notes et références ».
Guerre froide au Moyen-Orient
La crise diplomatique libano-saoudienne de 2017 a commencé le 4 novembre 2017, au moment de l'annonce par le Premier ministre libanais Saad Hariri de sa démission, alors qu'il se trouvait en voyage en Arabie saoudite. Le 6 novembre, l'Arabie saoudite a affirmé que le Liban lui avait déclaré la guerre, alors que les dirigeants du Liban - exception faite du Hezbollah - déclaraient l'inverse. Le 9 novembre, tous les pays du Conseil de coopération du Golfe, à l'exception du Qatar et du sultanat d'Oman, demandèrent à leurs ressortissants d'évacuer le Liban. 
Le président du Liban, ainsi que divers officiels libanais, ont considéré qu'Hariri avait démissionné sous la contrainte des autorités saoudiennes et qu'il était détenu en otage. Le 21 novembre, Hariri annonce sa démission à Beyrouth, avant d'annuler cette déclaration le 5 décembre.

## Contexte

### Influences et ingérences étrangères au Liban depuis 1975
En 1989, afin de mettre un terme à la guerre civile qui ravage le Liban depuis 1975, l'Arabie saoudite, le Maroc, l'Algérie et les Etats-Unis proposent un traité inter-libanais mettant fin aux hostilités, qui prend le nom d'accord de Taëf. En 1991, la Syrie et le Liban concluent un Traité de fraternité, de coopération et de coordination. 
À partir de 2011 et jusqu'en 2017, le conflit syrien se propage au Liban (conflit au Liban).

### En 2017, un contexte politique libanais défavorable aux intérêts saoudiens
En novembre 2017, le Liban se trouve à 7 mois de ses prochaines élections législatives. Selon les termes du politologue Ali Mourad, « avant novembre 2017, on entendait parler de la fin du haririsme. Saad Hariri était vu comme un mou, ses rivaux se préparaient à prendre sa suite. » Les partis d'obédience chiite gagnent en crédit auprès de l'opinion libanaise, du fait de la victoire imminente de l'Iran et de Bachar el-Assad dans la guerre civile syrienne. 

## Démission de Saad Hariri

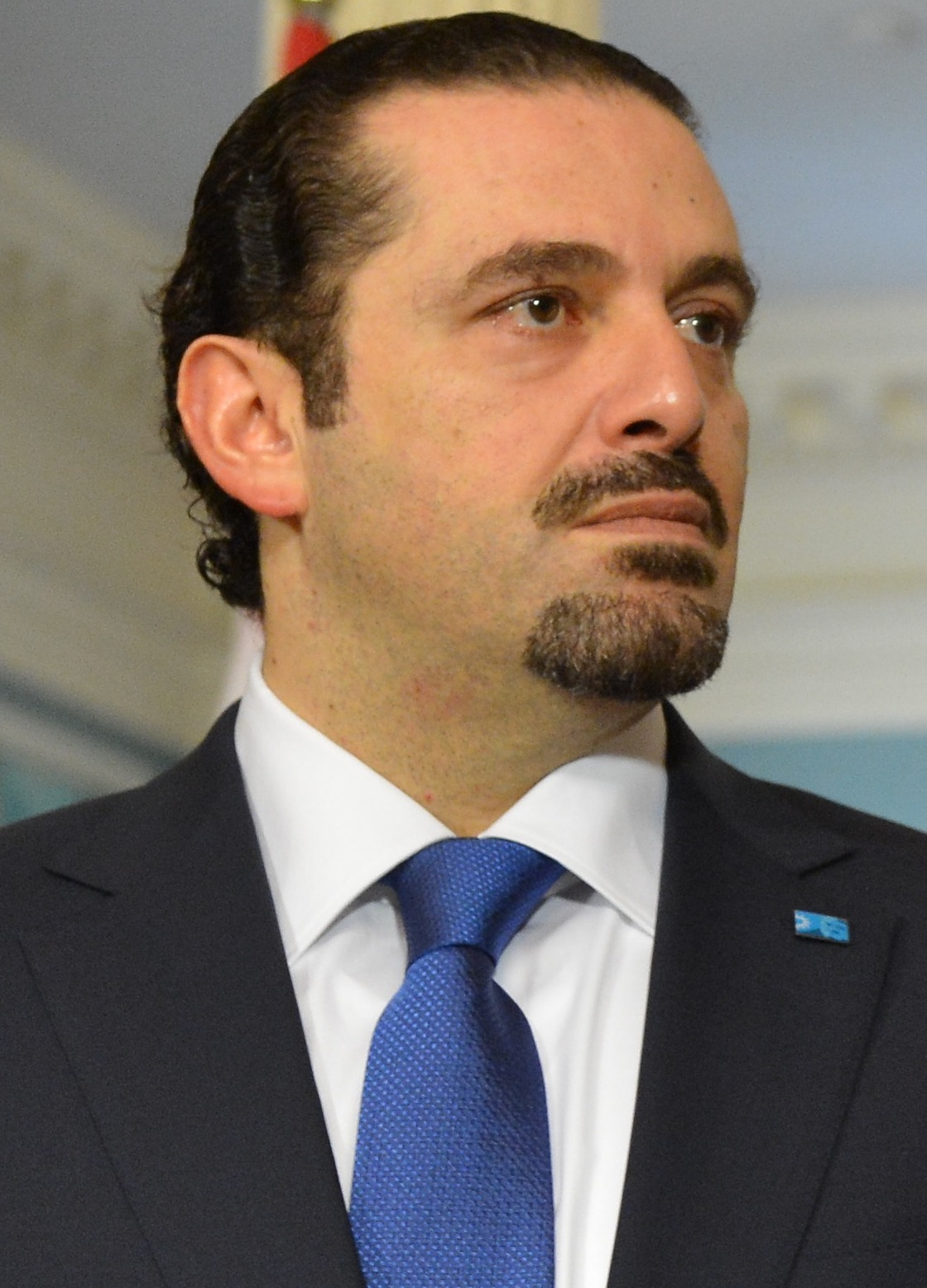
Saad Hariri

Le 4 novembre 2017, dans un communiqué télévisé filmé en Arabie saoudite, Saad Hariri annonce sa démission, invoquant l'influence politique croissante de l'Iran et du Hezbollah au Moyen-Orient et ses craintes d'être assassiné,. Le 21 novembre, revenu à Beyrouth, il suspend sa démission à la demande du Président Aoun. Le 5 décembre, il l'annule définitivement.